# Irina Kudesova
 (février 2017).
Si vous disposez d'ouvrages ou d'articles de référence ou si vous connaissez des sites web de qualité traitant du thème abordé ici, merci de compléter l'article en donnant les références utiles à sa vérifiabilité et en les liant à la section « Notes et références ».
 (février 2017).
Irina Kudesova (en russe : Ирина Кудесова), née le 19 juillet 1971 à Moscou, est une romancière, journaliste et traductrice d'origine russe vivant en France.

## Œuvres littéraires

### Romans et nouvelles
- Roman Kokliko. Le journal intime de Lili (en russe : Коклико. Дневник Лили), Moscou, 2017
- Roman Là où tu voudras (en russe : Там, где хочешь), éd. AST, Moscou, 2011
- Roman Un jour, j'ai osé (en russe : Однажды осмелиться), éd. Eksmo, Moscou, 2009
- Nouvelle Zoo, Anthologie Littérature contemporaine des Russes de l'étranger, Moscou, 2006
- Roman Ça va (en russe : Са ва), éd. AST, Moscou, 2004
- Nouvelle Les Cyniques (en russe : Циники), revue littéraire Znamia, Moscou, 2001

### Traductions (vers le russe)
- Françoise Sagan L'Écharde suivi de Bonheur, impair et passe, éd. Eksmo, Moscou, 2011
- Nathalie Sarraute Mensonge, silence, c'est beau, elle est là, magazine Sovremennaya dramaturgia, Moscou, 2006
- Nathalie Sarraute Portrait d'un inconnu, éd. Polinform Talburi, Moscou, 2001
- Nathalie Sarraute Tropismes, éd. Polinform Talburi, Moscou, 2000
- Victor Hugo , poème Dieu cité dans le roman de J.-L. Borges. Éditions Azbuka, Moscou, 2000
- Paul Eluard, les poèmes dans Lettres à Gala, éd. Svarog & Co, Moscou, 2000
- Alexandre Dumas, les poèmes dans L’Ingénu, éd. ABC Center, Moscou, 2000
- Françoise Sagan, les poèmes dans Un chagrin de passage, éd. Eksmo, Moscou, 1999
- Alexandre Dumas, les poèmes dans Terreur prussienne, éd. ABC Center, Moscou, 1998

### Théâtre, cinéma
- Scénario Le Vin chaud (en russe : Глинтвейн), 2009
- Spectacle du Théâtre dramatique de Moscou Le joker russe, d'après Bonheur, impair et passe de Françoise Sagan, 2007
- Spectacle du Théâtre dramatique de Kirov L'écharde de Françoise Sagan, 2004-2005

## L'univers littéraire
(février 2017).
Irina Kudesova a débuté dans le magazine littéraire russe Znamia avec une nouvelle, Les Cyniques. Comme le résume le journal Nezavissimaïa gazeta du 31 mai 2001, c'est « une histoire illustrée par les poèmes de Joseph Brodsky : un jeune homme et une jeune femme, deux collègues de travail, décident de jouer un petit jeu amoureux, de se rapprocher et puis de se séparer en évitant toujours la tragédie. Mais il s'avère que l'amour n'est jamais petit, et la séparation, jamais sans douleur ».
Le roman Un jour, j'ai osé, d'après le magazine littéraire Znamia (№8, 2008), est « un roman imprévisible : il commence par une histoire banale, qui se développe et s’approfondit contre toute attente. Du coup, il s’avère que ce roman ne parle pas du « bonheur féminin », mais de la nécessité existentielle d’oser : quitter son médiocre marais confortable et trouver le sens de sa propre vie unique ».
Le journal littéraire Ex-libris, annexe de Nezavissimaïa gazeta, écrit le 14 août 2008 : « Ce livre n’est pas du tout un exposé usuel des vérités de la littérature féminine, disant que le plus important dans la vie, c’est l’amour (et sa version apprivoisée, les valeurs familiales) et que pour être heureux, il suffit de trouver sa « moitié ». Non, ce livre parle de l’inattendu et de l’imprévu de la nature humaine. Il parle du fait qu’un être humain est notoirement plus grand, plus bizarre et plus inconfortable que l’on ne l’imagine. Qu’un humain est une matière explosive. Ceci peu importe qui, même celui qui semble à son observateur trivial et insignifiant, comme la petite Olga au début du roman ».
L'histoire de Juste là où tu le désires se déroule entre 2003 et 2007. Marina, jeune dessinatrice passionnée de manga, vient du fin fond de la Russie pour s'installer en banlieue parisienne, et va se heurter à la réalité de la « terre inconnue », la France. Les Français qu'elle croise, eux aussi, se heurtent à une étonnante vision de choses « à la russe », surtout ceux qui se projettent dans le mariage avec une fille de l'Est... Chaque personnage a sa propre histoire. Leurs voix s'entremêlent pour tisser une toile de vies de nos contemporains, chacun cherchant son bonheur sur mesure, sa « place », son « là-où-il-désire-être ». Le magazine littéraire Znamia de novembre 2011 résume : « ... il est difficile de cataloguer ce roman. Car il y a ici un final inattendu, et le goût du vin français qui ne vous quitte pas tout au long du livre. L'image de la réalité française est intéressante d'un point de vue littéraire, ainsi que la description des événements vus en même temps par un homme et par une femme, qui montre leur incompréhension mutuelle et, hélas, naturelle ».

## Formation
Irina Kudesova possède une maîtrise en histoire (université d'État des sciences humaines de Russie, Moscou), en littérature / traduction littéraire française (Institut de littérature Maxime-Gorki, Moscou) et en langues et civilisations étrangères (université Paris VIII).